# Block Island
Pour les articles homonymes, voir Block.
Block Island est une île côtière du nord-est des États-Unis, 13 km au large l'État de Rhode Island dont elle fait partie. Elle est séparée du continent par le Block Island Sound. L'île a une superficie de 25,211 km2 pour une population de 1 010 habitants (recensement de 2000). Environ 20 % de l'île est en réserve naturelle. La seule ville de l'île est New Shoreham.
Block Island est une destination touristique prisée en été, connue pour pouvoir y pratiquer le vélo, le camping, la voile et la pêche et réputée pour ses plages. Elle abrite deux phares historiques : le Block Island North Light, au nord de l'île qui date de 1868, et le Block Island Southeast Light, au sud-est de l'île et construit en 1875. La plupart du nord-ouest de l'île est un site naturel protégé, aire de repos pour les oiseaux migrateurs.
Chaque été, une semaine de courses nautiques est organisée où des voiliers de différentes catégories s'affrontent sur des parcours qui font le tour de l'île dans une compétition relevée.
Autre événement, la parade du 4 juillet qui attire beaucoup de touristes, pouvant ainsi tripler la population estivale normale

## Histoire
En 1524, ce qui allait plus tard être connue comme Block Island fut aperçue par le navigateur italien Giovanni da Verrazzano qui la nomma Luisa d'après Louise de Savoie, alors Reine-Mère de  France. Il décrivit Luisa comme ayant « environ la taille de l'île de Rhodes ». En fait, les deux îles ont une forme très similaire. Quand les fondateurs de la colonie de Rhode Island et des plantations Providence firent des relevés de l'île, ils pensèrent alors que c'est Aquidneck Island qui était l'île à laquelle Verrazzano faisait référence — peut-être parce qu'en 1614, l'île fut cartographiée par l'explorateur néerlandais Adriaen Block, d'où lui vient son nom. À l'arrivée des premiers Européens, l'île était occupée par une branche des Amérindiens Narragansett qui appelait l'île « Manisses ». Des colons anglais arrivèrent du continent en 1661 alors que l'île faisait partie de la colonie de la baie du Massachusetts. L'île devint une part de la colonie de Rhode Island en 1672 et le gouvernement lui donna le nom de « New Shoreham ». Une carte hollandaise de 1685 indique clairement l'île avec le nom d'« île Adrian Block » (Adriaen Blocks Eylant).
En 1829, un premier phare fut construit au nord de l'île, mais fut remplacé en 1837 après avoir été détruit par la mer. Le nouveau phare subit le même sort . En 1867, le phare que l'on peut encore voir aujourd'hui fut construit. Quelques années plus tard, en 1873, débuta la construction à l'opposé de l'île de l'autre phare, le phare du Sud-Est, le Block Island Southeast Light.
Comme  Block Island ne dispose par de ports naturels, en 1870 des brise-lames furent construits pour former le Old Harbor. L'autre port de l'île, New Harbor ne sera construit qu'en 1895 quand un chenal sera creusé pour relier le Grand Étang Salé à l'océan à travers le nord-ouest de l'île.
L'Island Free Library, seule bibliothèque publique de l'île fut créée en 1875. L'école de Block Island fut construite en 1933, remplaçant cinq petites écoles à salle unique. L'aéroport ouvrit lui en 1950 et reste ouvert de nos jours principalement pour l'aviation de tourisme. En 1972 le Block Island Conservancy fut créé. Le Conservancy et d'autres organisations environnementales sont responsables de la protection de plus de 40 % de l'île, zone protégée de tout développement. En 1974 Old Harbor fut inscrit au Registre national des lieux historiques.

## Climat
Le temps sur Block Island est fortement influencé par l'océan environnant et les vents dominants qui soufflent généralement de la mer. Le climat reste un climat continental humide comme sur le continent voisin mais avec une influence maritime. Comme l'océan reste froid durant les mois du printemps et d'été, Block Island reste un peu plus frais que les terres du continent durant cette période. Cependant, les étés peuvent être chauds sur l'île même si les températures en juillet et août sont en moyenne plus basse de quelques degrés par rapport aux températures estivales de New York ou de la Nouvelle-Angleterre. Le record de température sur l'île en été est de 35 °C. À l'inverse, Block Island reste plus chaud que le continent en automne et en hiver du fait l'océan. Le record de température en hiver est de - 25 °C.

## Attractions touristiques

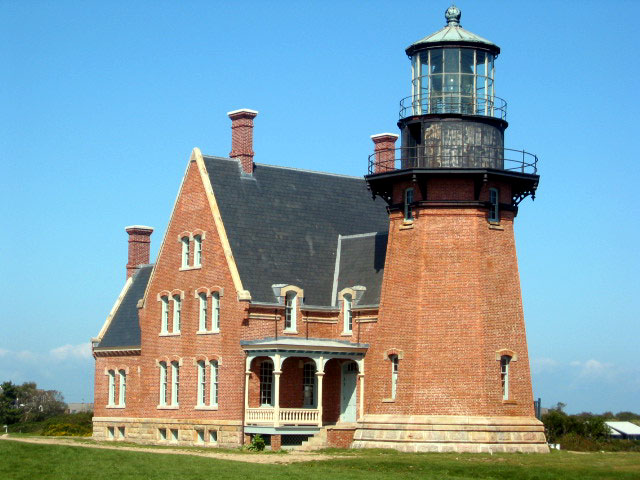
Le phare du Sud-Est est un des points d'intérêt de Block Island.

- Southeast Lighthouse, le phare du Sud-Est est situé dans le coin sud-est de l'île, sur la Mohegan Trail (la piste Mohegan). Le phare fut construit en 1875[4] et demeure de nos jours une aide à la navigation de l'US Coast Guard[2]. On peut visiter la tour du phare ainsi qu'un musée ouvert durant la saison estivale[5].
- Mohegan Bluffs : des collines très abruptes en bord de mer, situées non loin du phare du Sud-Est. Les Bluffs ont été le site d'une bataille entre les natifs, les Indiens Manisee et les Mohegan qui tentaient d'envahir l'île. Ces derniers furent repoussés du haut de ces falaises sur la plage en contrebas. Un long escalier descend au bas de ces falaises d'argile. Par temps clair, on peut apercevoir Montauk, à la pointe orientale de Long Island, depuis le sud et l'ouest de l'île.
- Rodman's Hollow, le Creux de Rodman, un bassin de 230 acres issu de l'air glaciaire, près de la côte sud de l'île. Ce bassin possède plusieurs sentiers de randonnée[6].
- Le North Lighthouse, le phare du Nord, situé à Sandy Point à l'extrémité nord de Block Island. Ce phare avertit les navires de la présence d'un banc de sable dans la continuité de cette extrémité de l'île. Les dunes environnantes font partie du Block Island National Wildlife Refuge, qui abrite de nombreuses espèces dont l'oiseau pluvier siffleur et l’American Burying Beetle, une espèce de coléoptère en danger[7].
- L'épave du U-853, un U-boot allemand, coulé 11 km à l'est de l'île et qui git par 40 m de profondeur. Le sous-marin est devenu un site de plongée fréquenté, trois plongeurs y ont déjà trouvé la mort[8],[9].

## Transports
L'île est reliée au continent par un service permanent de ferries depuis Point Judith, et en été depuis New London (Connecticut);  Montauk (New York) et Newport (Rhode Island). Le trajet dure environ une heure avec un ferry traditionnel (traditional ferry), depuis Point Judith et 35 minutes avec un ferry à grande vitesse (high-speed ferry).
Block Island possède un aéroport (Block Island State Airport, code AITA : BID). La compagnie New England Airlines fournit des vols réguliers de 12 minutes depuis Westerly en Rhode Island.

## Énergie
Block Island est le site du premier parc éolien des États-Unis, le parc éolien de Block Island. Les cinq turbines ont une capacité de 30MW, et ont été mises en service le 12 décembre 2016.
Afin de relier les éoliennes au réseau électrique du Rhode Island, un câble électrique sous-marin entre l'île et la terre ferme a été construit en 2015. Avant cela, l'île n'était pas reliée au réseau électrique du Rhode Island, et l'électricité sur l'île était fournie par un générateur fonctionnant au gazole. La construction du parc éolien a ainsi permis à l'île d'éteindre son générateur, ce qui a été fait le 1er mai 2017, évitant ainsi la combustion de plus de 3 millions de litres de gazole par an, et réduisant les prix de l'électricité sur l'île.

## Épaves et naufrages
En 1738, le navire Princess Augusta fait naufrage en vue de Block Island, inspirant de nombreuses légendes de vaisseau fantôme.
De nombreuses épaves se trouvent dans les environs de Block Island dont le navire à vapeur Larchmont coulé en 1907 . Deux sous-marins ont aussi coulé au large de l'île : l'USS S-51 USS S-51 (SS-162) (en) en 1925, et l'U-Boot allemand U-853 en 1945.

## Source
- (en) Cet article est partiellement ou en totalité issu de l’article de Wikipédia en anglais intitulé « Block Island » (voir la liste des auteurs).